# 石门桥镇 (常德市)
石门桥镇，是中华人民共和国湖南省常德市鼎城区下辖的一个乡镇级行政单位。

## 行政区划
石门桥镇下辖以下地区：
上街社区、下街社区、范家潭村、湾堤村、洞阳观村、何家堤村、二港桥村、二牛岗村、新堰岗村、乌塘岗村、邱家岗村、观音庵村、石门桥村、桐林坪村、青龙岗村、高家港村、高岭村、栗山口村、八斗湾村、鲍家湾村、李保冲村、元普庵村、九龙庵村、稠树冲村、罗汉山村、胡家桥村、赵家桥村、大坪村、邬家铺村、卜家岭村、狮子山村、伍家嘴村和双堰塘村。